# 土工司
土工司（どこうし/つちたくみのつかさ）は、律令制において宮内省に属する機関の一つである。

## 職掌
土工司は木工寮の建築事業に対して土木事業､特に建築資材（石灰・瓦等）の生産を行っていた。そのために品部である泥部（ぬりべ）と雑戸である泥戸（ぬりこ）が付属しており生産にあたった。木工寮に併合されたとするが時期は不詳である。延喜式にはすでに土工司の職掌を木工寮が担っているためおそらくそれ以前のことと推測される。

## 職員
- 正（正六位下相当）一名
- 佑（正八位上相当）一名
- 令史（大初位下相当）一名

- 使部
- 直丁

- 泥部
- 泥戸